# Creatura leggendaria

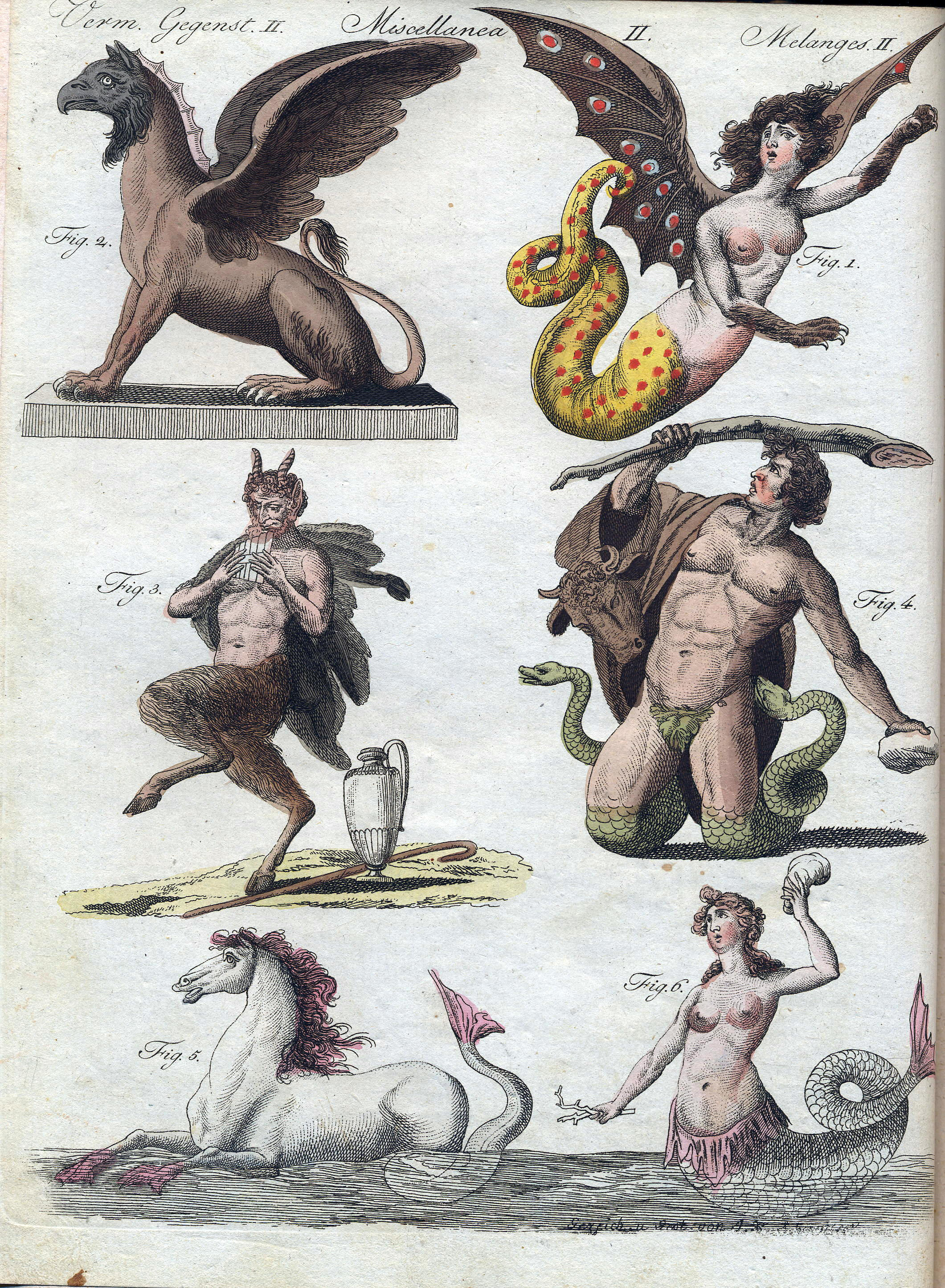
Creature leggendarie del Bilderbuch für Kinder tra il 1790 e il 1822, di Friedrich Justin Bertuch

Una creatura leggendaria è un essere mitologico o del folclore. Queste creature, sebbene in seguito acclarate come non esistenti, si differenziano dalle creature del tutto immaginarie della narrativa o del cinema per il fatto di essere state ritenute reali in passato.

## Descrizione
Alcune creature, come il drago o il grifone, traggono la loro origine dalla mitologia tradizionale e sono state comunemente considerate creature reali. Altre erano basate su creature reali, originate dai confusi resoconti dei viaggiatori (e dalle loro imprecise traduzioni); come l'Agnello vegetale della Tartaria, che secondo le supposizioni cresceva impastoiato alla terra (ed era di fatto un tipo di felce). Il tradizionale unicorno potrebbe derivare da incomprensibili storie su rinoceronti e/o su un narvalo. Si possono trovare esempi di creature leggendarie nei bestiari medioevali.
Spesso le creature mitiche sono chimere, una combinazione di due o più animali. Ad esempio, un centauro è una combinazione di un uomo e di un cavallo, un minotauro di un uomo e di toro, il fauno è una metà tra un uomo o una donna e una capra,  la sirena è metà donna e metà pesce. 	
Queste non sono sempre stati destinati ad essere inteso come letterali giustapposizioni di parti provenienti da disparate specie. Siccome mancava un vocabolario morfologico comune, gli studiosi classici e medioevali e i viaggiatori tentavano di descrivere animali inusuali comparandoli punto-per-punto con altri animali più familiari: le giraffe, per esempio, erano chiamate cameleopardo e si credeva che fosse una creatura metà cammello e metà leopardo. Il leopardo stesso era così chiamato poiché storicamente si riteneva che fosse metà leone (in latino: leo) e metà pantera (in latino: pardus). Questa etimologia si è storicizzata, nonostante le sue inesattezze zoologiche.
In Brasile ed in America Latina è diffusa la credenza del Minhocão, che ha l'aspetto di un gigantesco verme.
Alcune creature che si credevano frutto dell'immaginazione sono state rivalutate e si è scoperto in tempi recenti che sono reali o hanno una base reale, come i calamari giganti. In Africa, i nativi del Congo hanno raccontato ai visitatori europei di un animale che sembrava come un incrocio tra una zebra e una giraffa. Mentre i visitatori presumevano che fossero solo storie folcloristiche, nel 1901, sir Harry Johnston riportò indietro delle pelli non conciate che provavano che le creature, che ora noi chiamiamo okapi, erano reali.
Nel corso della storia creature leggendarie sono state inserite in decorazioni araldiche e architettoniche. Le creature leggendarie dell'antichità sono state accolte anche in molti aspetti della cultura popolare contemporanea e in particolare nei film di Hollywood, nei giochi di ruolo fantasy come Dungeons & Dragons e nei videogiochi.
Molte creature leggendarie appaiono con molta frequenza nei racconti fantastici e da qui nel fantasy contemporaneo. Si afferma che queste creature sono dotate di poteri o conoscenze sovrannaturali o che sono a guardia di alcuni oggetti di grande valore, che diventano critici per la trama della storia in cui si trovano. I draghi, per esempio, sono comunemente rappresentati come arroccati su lucenti accumuli d'oro che diventano l'obiettivo degli avventurieri.
Anche la cultura contemporanea ha le proprie creature leggendarie (mostri moderni, leggende urbane o animali di cui si suppone l'esistenza): tra questi il Geuna, lo yowie, lo yeren, il diavolo del Jersey, il chupacabra, il mostro di Lochness, il mokele mbembe. Alcuni animali leggendari sono definiti criptidi e sono studiati in tempi moderni da criptozoologi, che effettuano ricerche per tentare di scoprire che cosa, semmai, è la fonte di ispirazione nella vita reale per questi animali.